# Bandera de Tasmania

Dimensiones: 1:2.

Estandarte del Gobernador de Tasmania.

La versión actual de la bandera de Tasmania fue adoptada oficialmente por el gobierno de Tasmania en 1875.
La bandera se basa en la adición a la Enseña Azul Británica de la insignia del estado situado en la parte central. La insignia es un disco blanco con un león pasante de color rojo en el centro del mismo. El origen de este diseño es desconocido, pero es probable que esté relacionado con los nexos de la isla con Inglaterra. Esta bandera se ha mantenido prácticamente invariable desde 1875, con solo un ligero cambio del león cuando la bandera fue adoptada oficialmente por el gobierno en 1975.

## Pabellón anterior
La primera bandera de Tasmania fue aprobada en 1875 pero fue abandonada solo un mes más tarde en favor de la actual. La bandera tenía una cruz blanca sobre un campo azul, con la bandera del Reino Unido en el cantón, y en la parte central de la derecha tenía cinco estrellas de cinco puntas de la Cruz del Sur. La razón por la que este pabellón se eliminó fue porque no se ajustaba a las normas establecidas por el Almirantazgo británico.
- Datos: Q1074327
- Multimedia: Flags of Tasmania / Q1074327